# Jean-François Régis

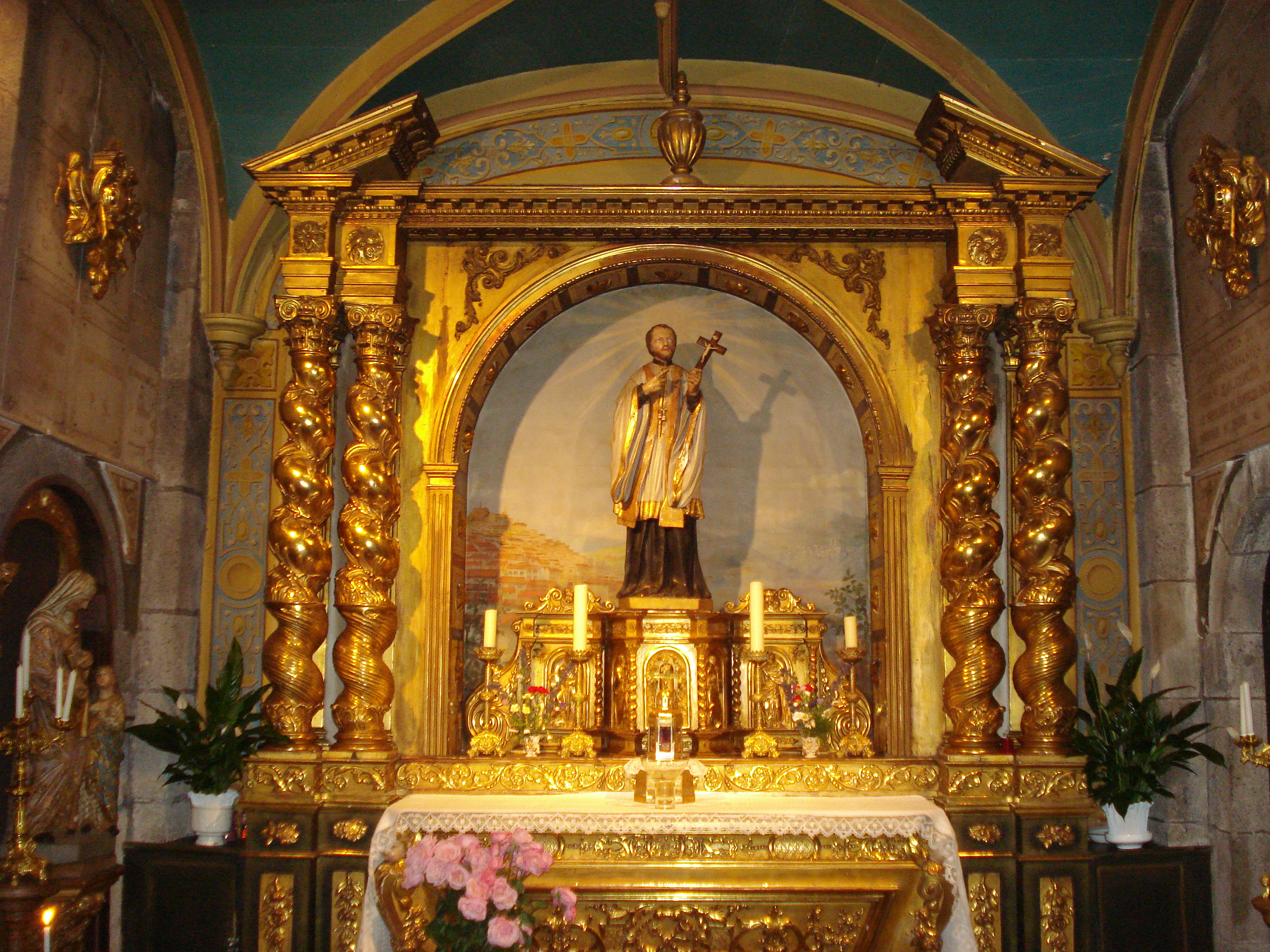
Autel et statue de saint Jean-François Régis, église Notre-Dame du Collège, le Puy-en-Velay.

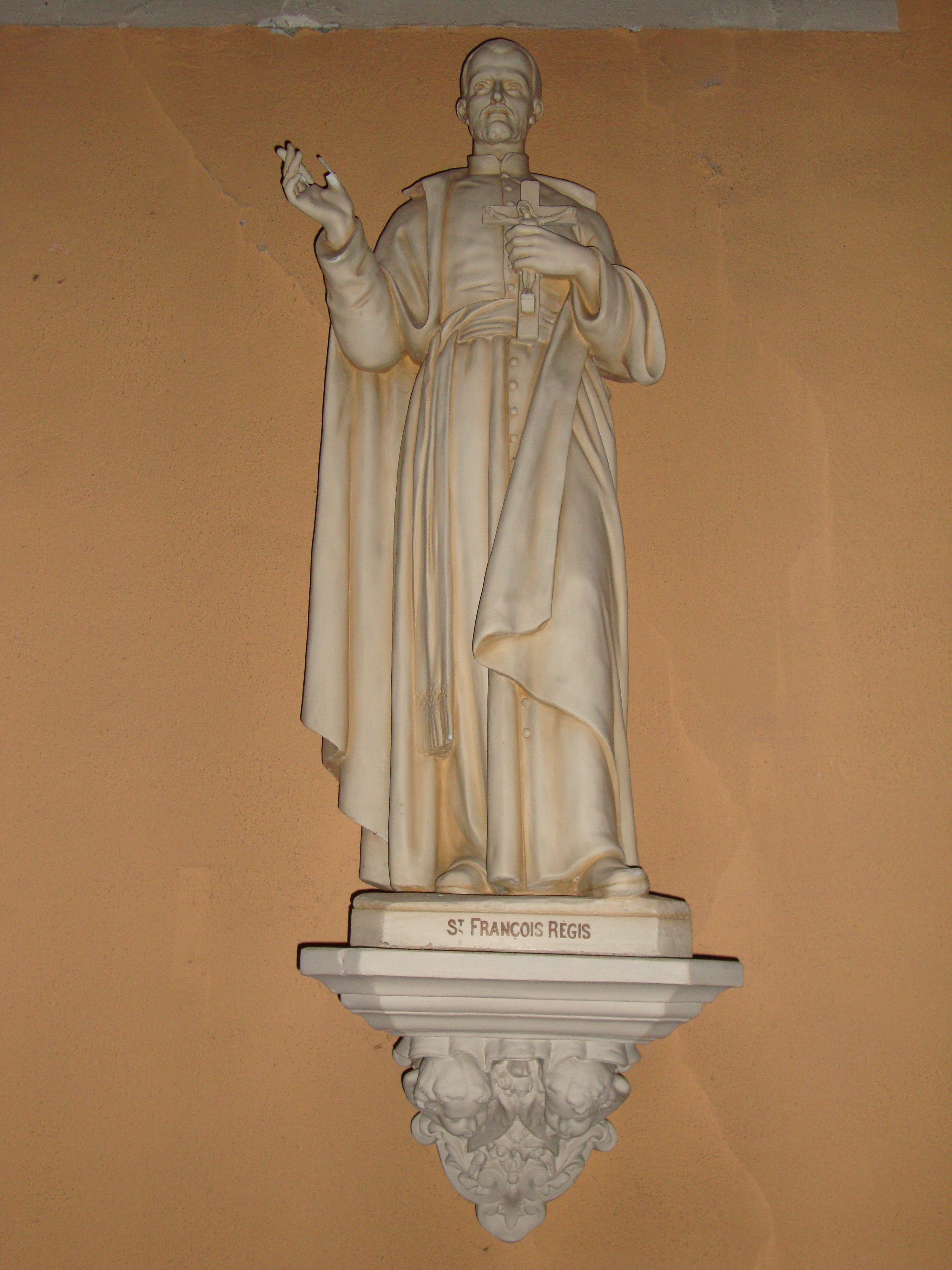
Statue de saint François Régis à Saint-Martin-de-Valamas.

Jean-François Régis, né le 31 janvier 1597 à Fontcouverte, Aude (France) et décédé le 31 décembre 1640 à Lalouvesc, Ardèche, est un prêtre jésuite français, missionnaire des campagnes venant à la suite des guerres de Religion qui ont épuisé la France et surtout ses campagnes.
Il est surnommé « l'apôtre du Velay et du Viarais », et « le marcheur de Dieu ».
Canonisé en 1737, il est liturgiquement commémoré le 16 juin.

## Biographie

### Formation religieuse
D'origine modeste, Jean-François Régis obtient une bourse, dès ses quatorze ans, pour étudier au collège jésuite de Béziers, l'actuel lycée Henri-IV. Après son entrée au noviciat jésuite en 1616, il suit le cours ordinaire de la formation religieuse, au terme duquel il est ordonné prêtre en 1630 et se voit confier diverses missions d'enseignement qui révèlent ses talents de pédagogue et de catéchiste. Il rêve d'aller avec tant d'autres frères jésuites évangéliser la Nouvelle-France.

### Missions en campagne
Cependant, à la demande de ses supérieurs, Jean-François Régis reste en France et devient un « missionnaire de l'intérieur »[réf. nécessaire]. À partir de 1636, il parcourt les montagnes du Vivarais, des Cévennes et du Velay, surtout en hiver afin d’approcher les paysans libérés des travaux des champs pour transmettre la doctrine catholique.
Sa catéchèse comme son mode de vie très austère attirent les foules du Puy. Il y crée un refuge pour prostituées repenties, ce qui lui vaudra l'hostilité de la pègre locale. Une certaine intransigeance de Jean-François Régis a donné naissance dans la tradition protestante au principe de saint Régis[réf. nécessaire], qui désigne une position sans nuance ou une alternative binaire. Il s'assure néanmoins une grande popularité dans la ville en prenant la défense de ses célèbres dentellières et en obtenant du parlement de Toulouse le droit de fabriquer à nouveau la célèbre dentelle du Puy, principal revenu de nombreux habitants pauvres. Il visite les hôpitaux et les prisons et multiplie les actions caritatives (comme l'« œuvre du bouillon », sorte de soupe populaire)[réf. nécessaire].
Ses derniers jours s'écoulent en Vivarais, fin décembre 1640. Malgré une violente tempête de neige, il se met en route pour Lalouvesc, dans l'actuel département de l'Ardèche. Comme à son habitude, il se donne sans compter à toutes ces familles des hameaux de l’Ardèche profonde et passe des heures dans l'église glaciale de décembre pour écouter, réconcilier, donner les sacrements. Ayant contracté une pneumonie, il meurt alité le 31 décembre alors que le village est entièrement isolé par les neiges, ce qui rend impossible le transport de  sa dépouille. Après une veillée auprès du corps, les habitants du village décident de l'enterrer provisoirement dans l'église,. Ainsi, ce village se transforme presque aussitôt en un lieu de pèlerinage et l'est encore. Au printemps 1641, apprenant que le corps devait être rapatrié au Puy, les habitants décidèrent d'enfouir le corps d'une façon plus sûr de sorte à ce qu'il ne puisse pas quitter les lieux. Le corps fut déterré et placé dans « un énorme tronc de châtaignier » évidé puis enterré à nouveau dans l'église, sous l'autel de la chapelle,.

## Canonisation
Jean-François Régis fut béatifié le 11 septembre 1716 à Fontcouverte, et canonisé en 1737 par le pape Clément XII.
En 1793, l'abbé Chauvet, curé du Béage, poursuivi par des sans-culottes, fit tomber dans la Loire les reliques de saint François Régis, qu'il transportait. Elles furent retrouvées très dégradées et identifiées par une enquête conduite par l'abbé Pierre Ceysson en 1828.

## Souvenir et vénération

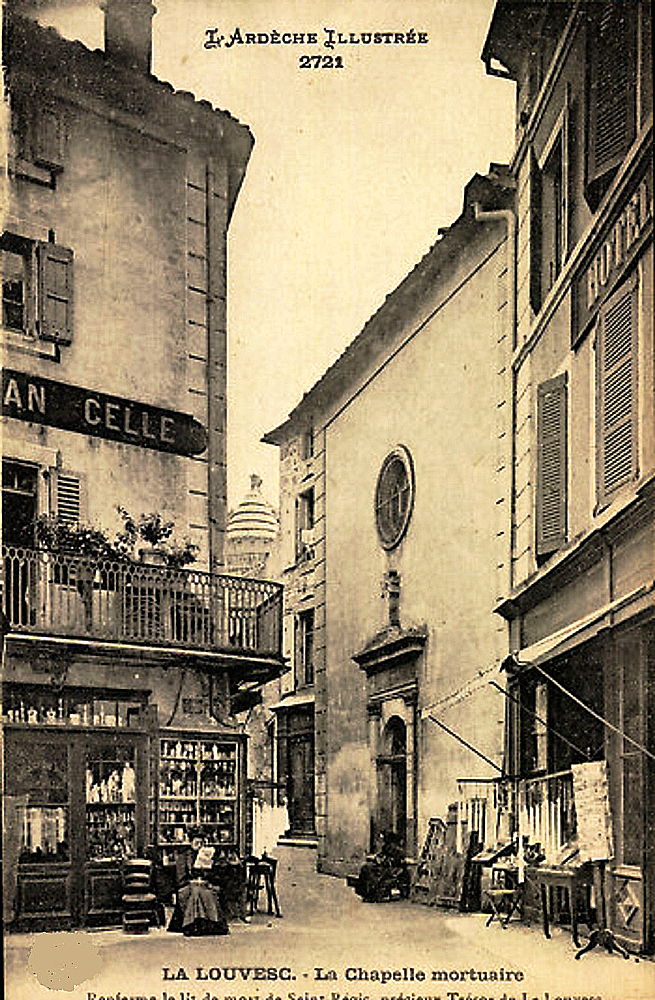
Chapelle mortuaire de saint François-Regis à Lalouvesc (Ardèche).

Saint Jean-François Régis est patron des Jésuites de la province de France. En raison de son action au Puy-en-Velay, il est aussi patron des dentellières. Son nom de famille est devenu un prénom (Régis).
La basilique Saint-Régis de Lalouvesc, construite au XIXe siècle, lui est consacrée.

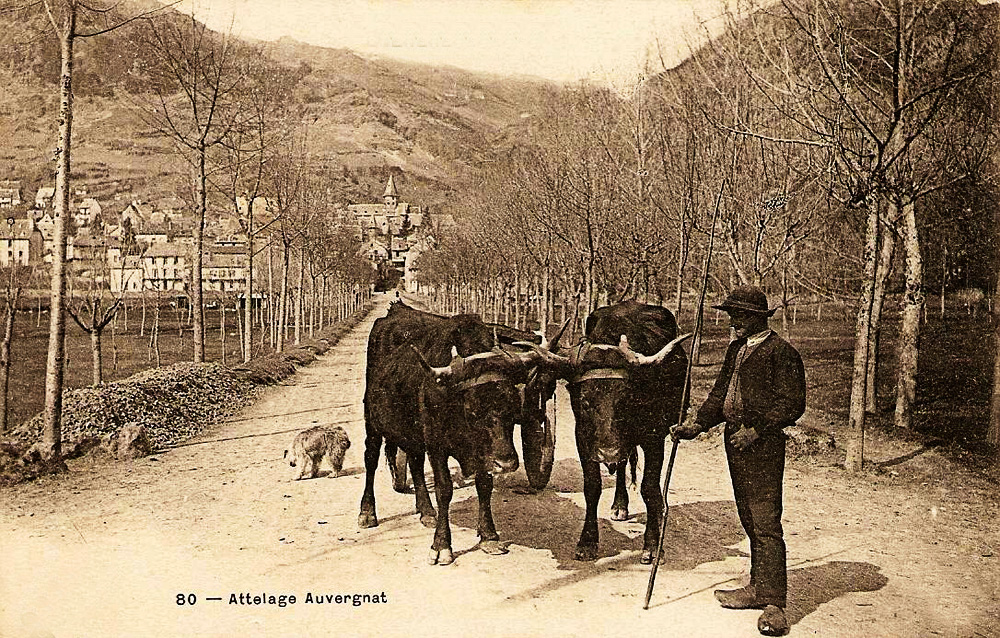
Attelage de vaches sur le vieux chemin de Saint-Régis, actuel GR 430.

La commune de Saint-Régis-du-Coin (Loire) porte son nom en son hommage. En effet, les habitants du village du Coin, pris par le remords du mauvais accueil réservé à celui qui deviendra saint Régis, ajoutèrent Saint-Régis à l'appellation de la commune, ce qui en fait la seule en France à porter le nom de cet apôtre du Velay et du Vivarais. 
Le village du Béage, en Ardèche, fête la Saint-Régis chaque année, le 16 juin.
Un circuit de grande randonnée de neuf à dix jours de marche a été tracé au départ du Puy-en-Velay par Lalouvesc et retour au Puy-en-Velay. Il traverse des paysages du Velay et du Vivarais, passe dans les lieux où saint Régis a marché, évangélisé, prié.
Le saint est aussi honoré le 16 juin dans son village natal, Fontcouverte, qui est l'occasion de sortir les reliques de faire une procession dans le village après les messes du matin
Au XIXe siècle, après la Révolution, le diocèse envoie à Lalouvesc des missionnaires pour accompagner les pèlerins qui reviennent en nombre. Parmi eux, un prêtre, Étienne Terme, crée de nombreux groupes et communautés religieuses pour soutenir la vie chrétienne des A
rdéchois et le service des plus pauvres, en particulier par l'enseignement. Il fonde ainsi la congrégation des sœurs de Saint Régis, qui se sépare en deux branches : une pour l'éducation, qui garde le nom de saint Régis, et une autre au service du pèlerinage à saint Régis et des retraites spirituelles. Celle-ci, après la mort du père Terme et sous la responsabilité de Thérèse Couderc, devient la congrégation des sœurs de Notre-Dame du Cénacle et est présente aujourd'hui dans treize pays.

## Hommages, postérité
Dans le film L'Auberge rouge, Fernandel interprète un disciple de Jean-François Régis.
Plusieurs collèges privés sous contrat portent son nom, comme le collège Saint François Régis de Montpellier et le collège Saint Régis Saint Michel au Puy-en-Velay.

## Famille
Jean-François Régis compte parmi les descendants de sa famille Léo Taxil, marseillais internationalement connu comme l'auteur du canular de Taxil dont les francs-maçons ont été l'objet pendant une douzaine d'années à la fin du XIXe siècle.